# 霍加艾合买提·阿不拉尤甫
霍加艾合买提·阿不拉尤甫（1927年5月—2011年6月1日）维吾尔族，新疆喀什人，中华人民共和国官员。

## 生平
1945年1月，霍加艾合买提·阿不拉尤甫参加三区革命，历任绥定县人民法院秘书、绥定县政府文书、公安局督察员、伊犁区公安署侦查科科长。1949年10月1日，作为新疆代表团领导成员之一，参加在北京举行的中华人民共和国开国大典。1949年9月到1956年6月，历任新疆省人民政府秘书、喀什联盟秘书、喀什市人民政府办公室主任、喀什地区检察院检察长、喀什市市长等职务。1953年3月加入中国共产党。1956年6月到1991年5月，历任中共喀什地委副书记，中共新疆维吾尔自治区党委宣传部副部长，新疆维吾尔自治区文联主任、党组书记，新疆维吾尔自治区农委副主任、新疆维吾尔自治区民委副主任、党组书记等职务。1991年5月，任新疆维吾尔自治区第七届人大常委会副主任。1997年3月离休。
2011年6月1日，霍加艾合买提·阿不拉尤甫在乌鲁木齐病逝，享年84岁。